# Сплит (аэропорт)

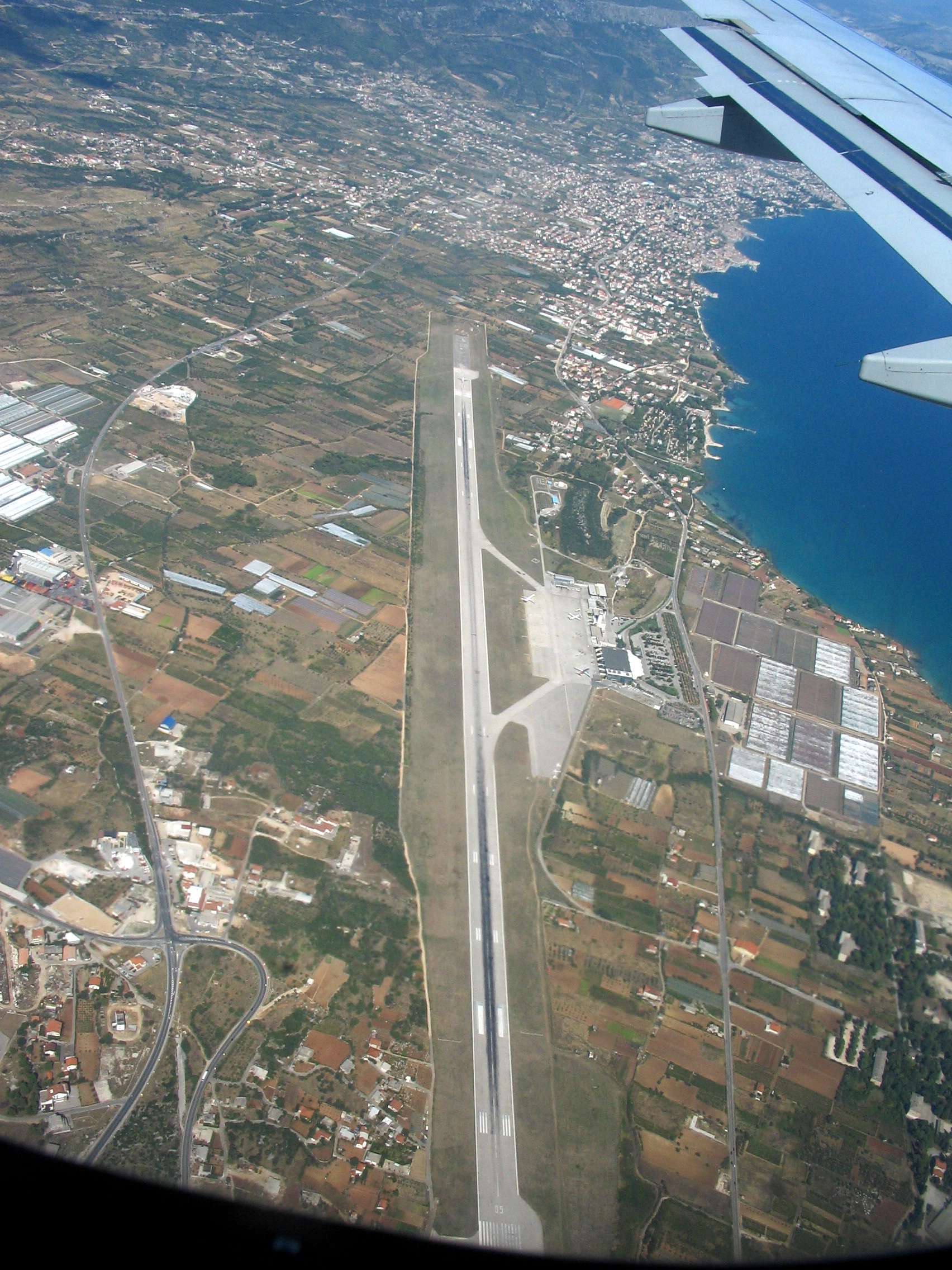
Аэрофотоснимок аэропорта Сплита.

Аэропорт Сплит (ИАТА: SPU, ИКАО: LDSP) — международный аэропорт, обслуживающий города Сплит, Каштела, Трогир и другие прибрежные города Средней Далмации в Хорватии.
Аэропорт Сплит — второй крупнейший по пассажиропотоку аэропорт Хорватии (1 190 551 чел. в 2007 году). Он также служит важным узловым аэропортом для Хорватских авиалиний (Croatia Airlines), предлагая перелеты во многие европейские города (например, Лондон, Амстердам, Франкфурт, Рим, Париж и т. д.).

## Авиакомпании и направления полетов[2][3]
- Аэрофлот (Московский аэропорт Шереметьево)[4]
- Austrian Airlines (Вена)
- Croatia Airlines (Амстердам, Берлин-Шенефельд, Брюссель, Дубровник, Дюссельдорф, Франкфурт, Лондон-Гэтвик, Лондон-Хитроу, Лион, Мюнхен, Осиек, Париж-аэр. Шарля де Голля, Рим-Фьюмичино (имени Леонардо да Винчи), Скопье, Вена, Загреб, Цюрих)
- easyJet (Бристоль, Женева, Лондон-Гэтвик)
- InterSky (Фридрихсхафен, Грац)
- Luxair (Люксембург)
- Nordica (Таллинн)
- Norwegian Air Shuttle (Берген, Осло, Стокгольм-Арланда, Хельсинки, Тронхейм, Варшава)
- Scandinavian Airlines System (Стокгольм-Арланда, Гётеборг)

## Планы расширения
С осени 2007 года в аэропорту производился капитальный ремонт, который закончился в 2011 году. Аэропорт получил новый больший по площади терминал и будет оснащён четырьмя телетрапами. Построен новый большой перрон.
Расширение аэропорта будет проводиться в три этапа:
- Первый этап, 2008—2009
  - Расширения перрона площадью 45 тыс. м²
  - Строительство дополнительной рулёжной дорожки.
- Второй этап, 2009—2012 (2013)
  - Строительство нового терминала площадью 25 тыс. м² с 4-5 телетрапами («рукавами»)
  - Строительство перрона площадью 85 тыс. м²
- Третий этап, 2011—2015
  - Строительство второй взлётно-посадочной полосы
  - Повышения уровня второй ВПП до категории IIIB ICAO
  - Преобразование первой ВПП в рулёжную дорожку

## Пассажиро- и грузопотоки
Данные из запроса в Викиданные.

## Веб-камеры
- Веб-камера аэропорта Сплита